# Johann Werner Henschel

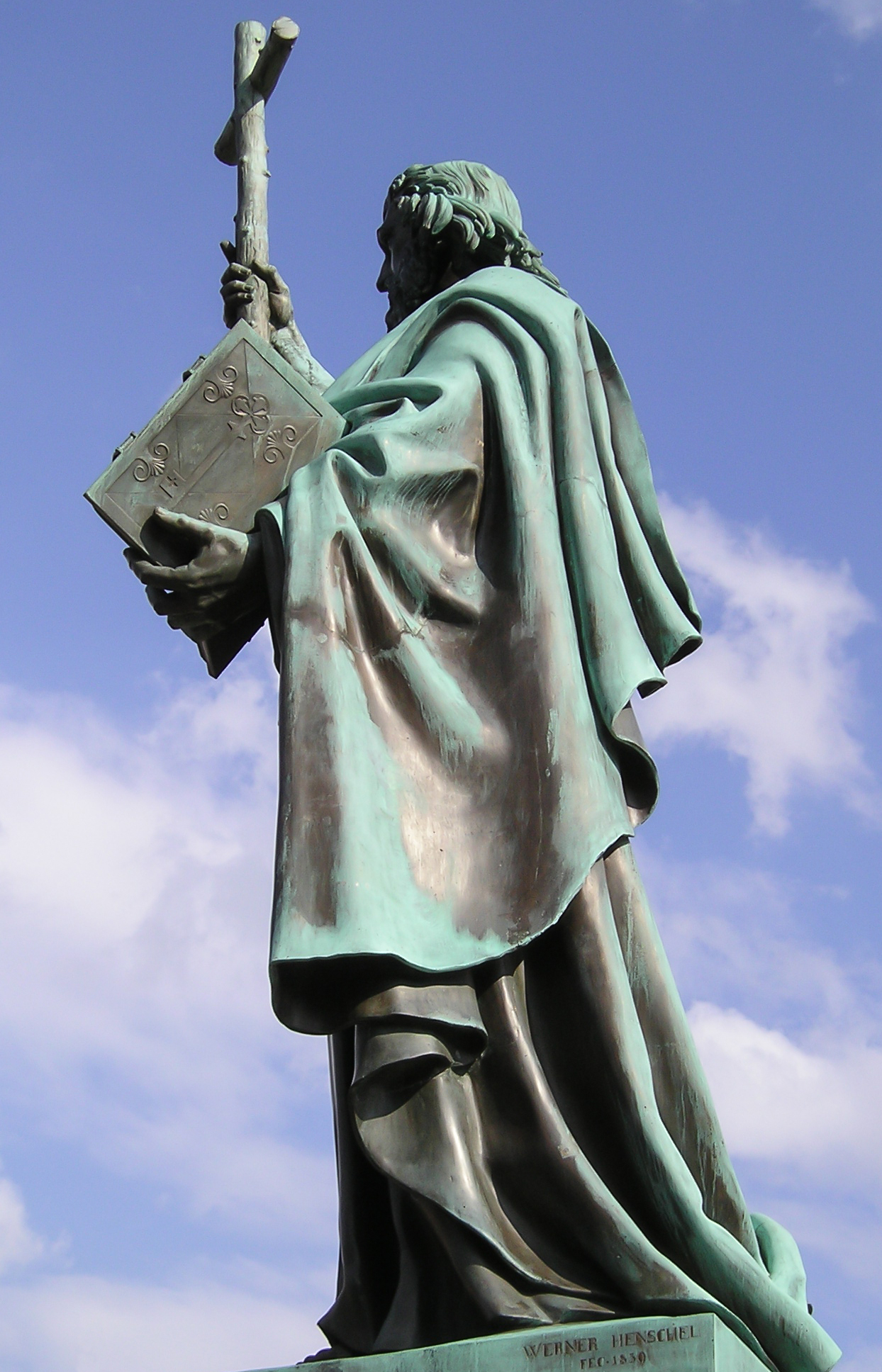
Die von Henschel geschaffene Bonifatiusstatue in Fulda

Johann Werner Henschel (* 14. Februar 1782 in Kassel; † 15. August 1850 in Rom) war ein deutscher Bildhauer.
Henschel wurde Schüler von Ludwig Daniel Heyd und der Akademie seiner Heimatstadt Kassel; er erlernte zugleich die Stück- und Glockengießerei, das Gewerbe seines Vaters, des Unternehmers Georg Christian Carl Henschel. Sein älterer Bruder Carl Anton Henschel war der Begründer der Firma Henschel & Sohn.
1805 ging er nach Paris, wo er sich in Pierre Jean David d’Angers’ Atelier weiter ausbildete, und kehrte 1810 nach Kassel zurück. Dort schuf er 1818 für die spätere Königin der Niederlande die Gruppe einer halbknienden Charitas mit zwei Kindern und 1822 das Grabdenkmal für den Grafen Reichenbach auf dem Kirchhof zu Kassel. 1832 wurde er Professor an der dortigen Akademie. 1835 gehörte er zu den Mitbegründern des Kunstvereins für Kurhessen.
Als sein Hauptwerk gilt die Bildsäule des heiligen Bonifatius in Fulda (1842).
Im Auftrag des Königs Friedrich Wilhelm IV. von Preußen ging Henschel 1844 nach Rom, wo er sein populärstes Werk schuf: eine Brunnengruppe aus Marmor für das pompejanische Bad in Potsdam, fälschlich als Hermann und Dorothea bezeichnet. Heute steht ein Bronzeguss dieser Skulpturengruppe auf dem Vorplatz des Kasseler Schlosses Schönfeld.
Henschel starb am 15. August 1850 in Rom.